# Gloeophyllum striatum
Gloeophyllum striatum är en svampart som först beskrevs av Olof Swartz, och fick sitt nu gällande namn av William Alphonso Murrill 1905. Gloeophyllum striatum ingår i släktet Gloeophyllum och familjen Gloeophyllaceae.   Inga underarter finns listade i Catalogue of Life.